# Xanthorhoe oxyptera
Xanthorhoe oxyptera är en fjärilsart som beskrevs av Hudson 1909. Xanthorhoe oxyptera ingår i släktet Xanthorhoe och familjen mätare. Inga underarter finns listade i Catalogue of Life.